# 周望 (宋朝)
周望（?—?），字望之，英州真阳县（今广东省英德市）人，中国宋朝大臣，官至兵部尚书，端明殿学士、签书枢密院事，同知枢密院事。
宋钦宗靖康年间，官至太常少卿。建炎元年（1127年）五月戊午，宋高宗任命太常少卿周望假给事中，充大金通问使；赵哲领达州刺史，作为副职。到河北军前通问二帝。建炎三年（1129年）正月，宋高宗命大金通问使周望等人前往军前。四月癸亥，以给事中周望为江浙制置使。苗刘之变，五月庚辰，江浙制置使周望率兵至衢州，五月己亥，苗傅裨将江池杀死苗翊，投降周望。苗傅也被建阳县土豪詹标所擒。
七月己丑，宋高宗以兵部尚书周望同签书枢密院事。八月壬申，高丽王朝遣使来到南宋，同行的还有太上皇宋徽宗的内臣、宫女二人。周望说：“二圣忽有使来，南归之期可望，此必金人之意。若非彼意，数人者虽至高丽，高丽亦不肯令来也。”闰八月丁亥，金军再次南下，周望说，我看翟兴、李彦仙之辈，以溃卒群盗，犹能与金兵对垒，拒守陕洛。臣等备位宰执，若不能死战以守，他日有什么面目去见李彦仙等人。九月庚戌，宋高宗到达无锡县。周望说：“昨晚望天象，牛宿光明，正在东南。敌骑不渡江，第恐扰关陕、襄、邓，为五路灾尔。”
九月壬子，金朝攻克单州、兴仁府、南京应天府。九月癸丑，以端明殿学士、签书枢密院事周望为两浙、荆湖等路宣抚使，率兵守平江府。十月，郭仲威归降周望，周望以郭仲威为本司统制。十一月庚午，宋高宗到达越州。以周望同知枢密院事，兼两浙宣抚使守平江，殿前都指挥使郭仲荀为副使守越州，右军都统制张俊为浙东制置使从行。周望防备松懈，以为金军从越州回到金陵。建炎四年（1130年）二月辛卯，金国攻破秀州。二月乙未，金兵游骑至平江城东，统制官郭仲威，没有交战就退兵。同知枢密院事、两浙宣抚使周望逃向太湖，苏州当地人请他留下，周望不同意，百姓极口谩骂，周望不顾而去。平江城破，金人纵兵焚掠，死者五十万人。五月甲子，周望罢同知枢密院事，不久分司、衡州居住。六月癸酉，再贬周望为昭化军节度副使、连州安置。周望有四子：周进、周通、周达、周道。